# Goree
Goree – miasto w Stanach Zjednoczonych, w stanie Teksas, w hrabstwie Knox.